# Icerya insulans
Icerya insulans är en insektsart som beskrevs av Hempel 1923. Icerya insulans ingår i släktet Icerya och familjen pärlsköldlöss. Inga underarter finns listade i Catalogue of Life.